# Via fecal-oral
La via fecal-oral, o de forma alternativa, la via oral-fecal o via oro-fecal és una via de transmissió de malalties, en la qual els patògens en les partícules fecals d'un hoste, s'introdueixen a la cavitat oral d'un altre hoste potencial.
Normalment hi ha passos intermedis, de vegades molts. Entre les causes més comunes es troben: 
- L'aigua que ha entrat en contacte amb excrements i després s'ha tractat de manera inadequada abans de beure-la.[2][3]
- Els aliments que s'han manejat en presència d'excrements.
- Tractament pobre de les aigües residuals junt amb vectors de malalties com les mosques.[4]
- Neteja de mans pobra o absent després de tocar excrements o qualsevol cosa que n'hagi estat en contacte amb ells.[5]
- Pràctiques sexuals que impliquin excrements com l'analingus.[6]
- Fetitxes sexuals que impliquen excrements, coneguts col·lectivament com a coprofília (si s'ingereixen es coneix com a coprofàgia).
- Exposició a la femta dels animals domèstics o salvatges.[7]

## Malalties
Algunes de les malalties i gèrmens que es poden transmetre per la via fecal-oral inclouen:

### Virus
- Enterovirus,[8] incloent l'EV-D68,[9] l'EV-71[10] l'Ecovirus 4,[11] el Coxsackievirus A16,[12] i la poliomielitis.[13]
- Norovirus,[14]
- Hepatitis A.[15]
- Hepatitis E.[16]
- Rotavirus.[17]

### Protozous
- Amebosi.[18]
- Infecció per Blastocystis hominis.[19]
- Infecció per Dientamoeba fragilis.[20]
- Giardiosi.[21]
- Criptosporidiosi.[22]
- Ciclosporosi.[23]
- Isosporiasi.[24]
- Balantidiosi còlica.[25][26]
- Toxoplasmosi. Tocar la femta de gats infectats o material portador del paràsit causal és una de les vies d'adquisició de la malaltia.[27]

### Bacteris
- Shigel·losi (disenteria bacil·lar).[28]
- Febre tifoide.[29]
- Vibrio parahaemolyticus.[30]
- Campilobàcter.[31]
- Còlera.[32]
- Clostridium difficile.[33]
- Infeccions per soques d'Escherichia coli diarreogèniques i causants d'enterohemorràgies.[34][35]
- La transmissió d'Helicobacter pylori per via oral-fecal s'ha demostrat en animals de laboratori[36] i es pensa que, a més de la ruta oral-oral, és també una font de contagi en humans.[37]

### Helmints
- Ascariasi.[38]
- Tricuriosi.[39]
- Infecció per Hymenolepis nana.[40]
- Infecció per Baylisascaris procyonis.[41]
- Cestodes, entre els quals, Diphyllobothrium latum[42] i Taenia solium.[43]